# Yoshifuru Akiyama
Yoshifuru Akiyama (jap. 秋山 好古 Akiyama Yoshifuru; ur. 9 lutego 1859 w Matsuyamie, zm. 4 listopada 1930 tamże) − japoński wojskowy, generał Cesarskiej Armii Japońskiej, uczestnik wojny chińsko-japońskiej i rosyjsko-japońskiej. Starszy brat admirała Saneyuki Akiyamy.

## Zarys biografii
Pochodził z ubogiej rodziny samurajskiej, z prowincji Ehime. Po ukończeniu akademii wojskowej w 1887 wyjechał kontynuować studia we Francji, gdzie zapoznał się z taktyką i strategią użycia kawalerii. Po powrocie do kraju wziął czynny udział w wojnie chińsko-japońskiej w latach 1894−1895 i tłumieniu powstania „bokserów” na przełomie XIX i XX wieku. Awansowany do stopnia generała majora, dowodził 1. Brygadą Kawalerii w wojnie rosyjsko-japońskiej.
Po zakończeniu wojny współuczestniczył w rozwijaniu japońskiej jazdy, dowodząc między innymi 13. Dywizją i Dywizją Gwardii Cesarskiej. W 1916 został promowany do stopnia generała i mianowany dowódcą wojsk japońskich, stacjonujących w Korei. W 1920 został oficerem odpowiedzialnym za pion szkolenia Cesarskiej Armii Japońskiej. W stan spoczynku przeszedł w 1923. Powrócił w rodzinne strony, gdzie do śmierci w 1930 sprawował funkcję przełożonego szkoły średniej.

## W kulturze popularnej
Yoshifuru Akiyama był inspiracją dla postaci Dotta Pyxisa w mandze i anime pod tytułem Atak Tytanów (jap. 進撃の巨人 Shingeki no Kyojin; ang. Attack on Titan) autorstwa Hajime Isayamy. W 2013, po tym jak media odnalazły post na blogu autora mangi, w którym przyznał, że design postaci Dotta Pyxisa oparty został na postaci generała Akiyamy, wybuchł internetowy spór  dotyczący samego generała, a także o politycznych odniesień do prawdziwego świata w mandze i anime, a na blogu Isayamy pojawiło się tysiące gróźb pod jego adresem.